# 陈再生
陈再生（1946年—），男，陕西镇安人，中华人民共和国政治人物，曾任陕西省民政厅厅长、党组书记，陕西省人大常委会副主任。